# Обломов
Обломов (рус. Облóмов) је социјално-психолошки роман у 4 дела, руског писца Ивана Гончарова.
Роман је добио име по главном јунаку Иљи Иљичу Обломову, талентованом младом човеку, пуном потенцијала и неискоришћене енергије, коју, закочен нереалним страховима од живота и мањком воље пред постојећим околностима, свесно пушта да полако истекне. Обломов постаје симбол млађих генерација које не знају шта желе од живота, који депресију убрајају у карактерне особине, а не у патолошке облике понашања. Обломов је симбол тзв. "Сувишног човека“ кроз ког даје оштру критику руског друштва прве половине 19. века. Статика и пасивност главног јунака врхунски су пренесене на папир савршеним умећем приповедача Гончарова.

## Настанак романа
Иван Гончаров је идеју за роман осмислио 1847, и писао га је 10 година. Прво је издата прва глава романа "Сан Обломова", 1849, као самостално дело, а касније и цео роман. Ова прва глава романа се сматра најважнијом за разумевање личности главног јунака, и целог романа уопште.

## Радња
Радња романа одвија се у Русији између 1819. и 1856. године, у Санкт Петербургу, великим делом у неуредном кревету младог Обломова, из ког никако не може да устане. Неколико пута покушава да обује кућне папуче, али безвољни покушаји враћају га поново у кревет. Призор са папучама готово симболично говори о апсурдности једног постојања. Обломов схвата да одустајање тражи најмање улагања енергије, па стога начин функционисања и базира на принципу одустајања. Одустаје од пресељења, љубави, даљег образовања, могућности сваког напредовања, на крају биолошки одустаје од живота, јер физичка активност организма бива угрожена парализом, потом и смрћу.

## Ликови
- Иља Иљич Обломов - племић који проводи дане покушавајући да поново створи своју идилу коју је имао у детињству. Услед његове неактивности и страха од одговорности имање и послови почињу да пропадају услед смањених финансија. Једини који успева колико толико да убеди Обломова да уради нешто за себе је његов друг Штољц који има мањи утицај на њега.
- Андреј Иванович Штољц - најбољи друг Обломова из детињства. Штољц проводи највећи део романа покушавајући да помогне Обломову да реши финансијске и друге проблеме и његови напори се углавном базирају на томе да Обломов поврати контролу над својим имањем.
- Олга Сергејевна Иљинска - племкиња, заљубљена у Обломова, касније жена Штољца. Штољц је и упознао Олгу са Обломовим. Олга већи део свог времена у роману проводи у својој намери да промени Обломовљев начин живота. Покушава да га натера да више чита и посећује више друштвених догађаја. Касније се њих двоје вере, али Обломов дубоко усађен страх од напредовања спречава га да предузме неопходне кораке ка стварном браку, а Олга касније раскида веридбу и напушта га.
- Агафја Матвејевна Пшењицина - удовица, власница стана у ком живи Обломов, затим његова жена. Она се заљубљује у Обломова и сматра га цењеним племићем. Обломов се жени са њом убрзо након што га напушта Олга. Агафја је такође сестра Ивана Матвејевича.
- Захар - слуга Обломова који га стално тера да доведе свој живот у ред подсећајући га на своје обавезе према имању и изузетно је одан свом господару и породици Обломов. Након Обломове смрти постаје просјак, али га касније Штољц проналази и брине о њему.
- Тарантјев и Иван Матвејевич - Обломови наводни пријатељи који су га више пута преварили и који у целој причи гледају само своју корист. Чак су прикупљали и његова примања са сеоског имања. Штољц проваљује њихову превару и образлаже ситуацију Обломову, након чега их он коначно избацује уз куће.[3]